# Nazionale femminile di hockey su ghiaccio della Cina
La nazionale di hockey su ghiaccio femminile della Cina è controllata dalla Federazione di hockey su ghiaccio della Cina, la federazione cinese di hockey su ghiaccio, ed è la selezione che rappresenta la Cina nelle competizioni internazionali femminile di questo sport.
La rappresentativa ha partecipato a tre edizioni dei giochi olimpici invernali (1998, 2002 e 2010), ottenendo come miglior piazzamento il quarto posto nel 1998. A livello di campionati mondiali, la Cina ha conquistato, come miglior piazzamento nella sua storia, due quarti posti, nel 1994 e nel 1997.

## Palmarès

### Giochi asiatici invernali
- Oro a Harbin 1996.
- Oro a Kangwon 1999.
- Argento a Sapporo 2017.
- Bronzo a Aomori 2003.
- Bronzo a Changchum 2007.
- Bronzo a Almaty-Astana 2011.